# Leipäjuusto

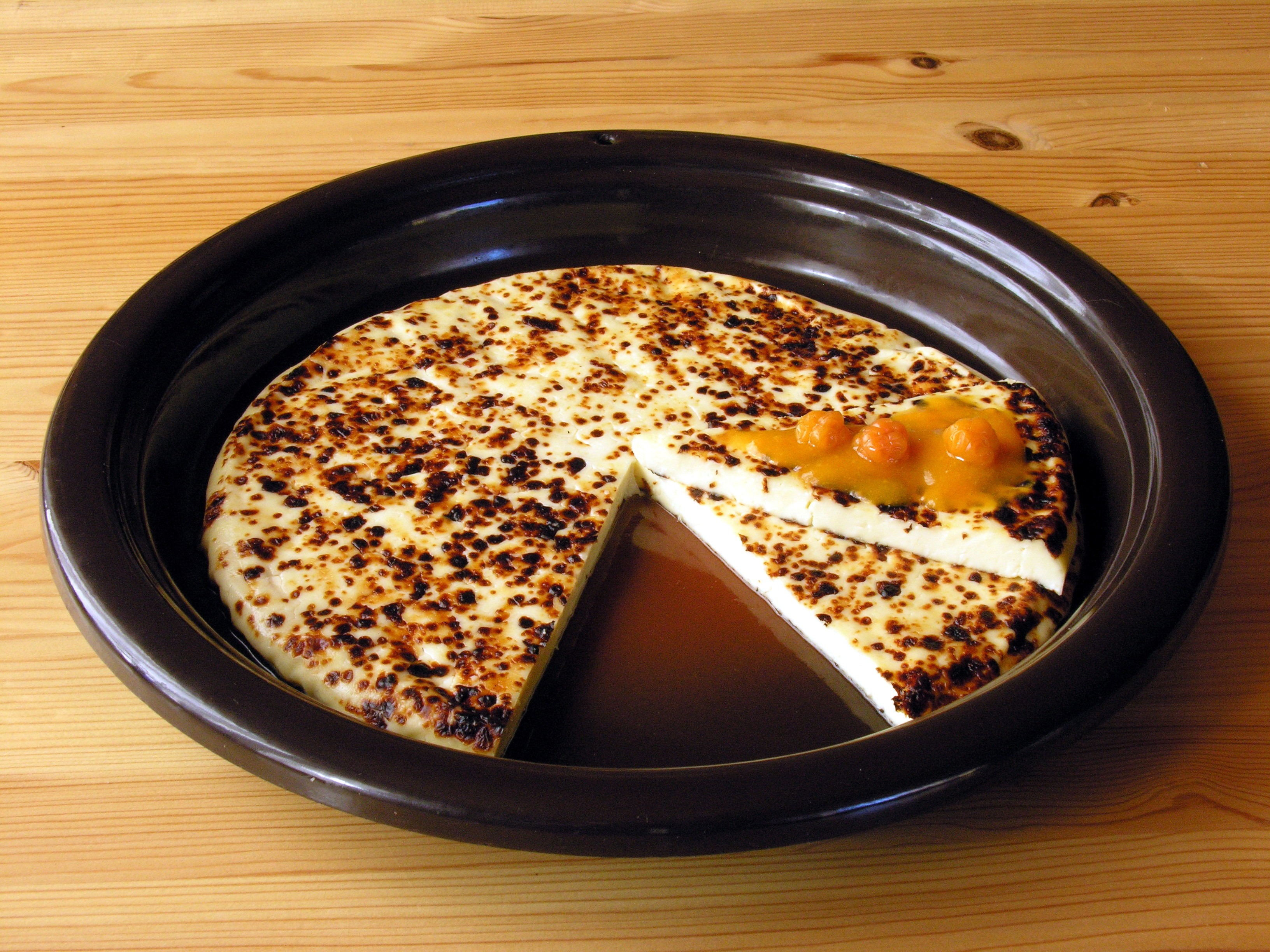
Leipäjuusto con mermelada de mora de los pantanos.

El leipäjuusto (pan de queso) o juustoleipä (meänkieli: kahvijuusto); también conocido en Estados Unidos como queso finlandés chillón, es un queso fresco finlandés tradicionalmente preparado con calostro de vaca, leche rica de una vaca que ha parido recientemente. También se puede utilizar leche de reno o incluso de cabra. Las versiones comerciales están típicamente hechas de leche de vaca, y por ello carecen del color y sabor distintivo. El queso proviene originalmente de Ostrobotnia del Sur, el norte de Finlandia, y Kainuu.

## Preparación

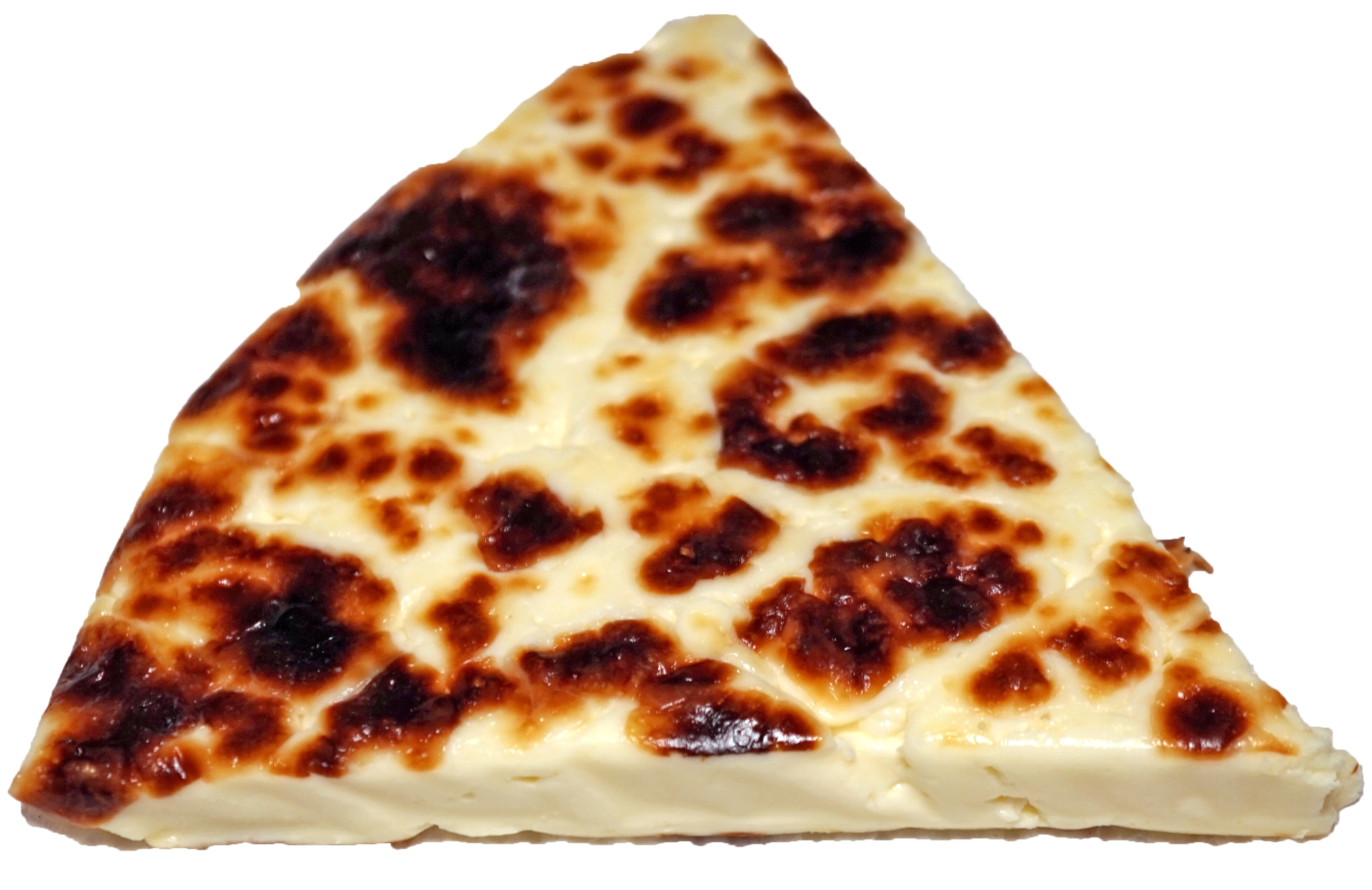
Porción de leipäjuusto.

La leche es cuajada y puesta a reposar en forma de un disco redondo de dos a tres centímetros de espesor. Luego el leipäjuusto es horneado, asado o flambeado para darle sus distintivas marcas marrones o carbonizadas. En Ostrobotnia y Kainuu, el leipäjuusto se llama "juustoleipä"... (lit. "pan de queso"). Sin embargo, esto varía a medida que la gente se ha ido desplazando, y se usan ambos nombres mientras que leipäjuusto es el nombre más comúnmente conocido para este queso. Otros dialectos tienen varios nombres (como 'narskujuusto) que se refieren a la forma en que el leipäjuusto fresco "chirría" contra los dientes cuando es mordido.
Tradicionalmente, el leipäjuusto se secaba y podía ser almacenado hasta varios años. Para comer, el queso seco, casi duro como una roca, se calentaba en un fuego que lo suavizaba y producía un aroma especialmente apetitoso. Incluso hoy en día, el queso puede ser secado manteniéndolo en un lugar bien ventilado durante unos días. Tiene un sabor suave.

## Formas de servir

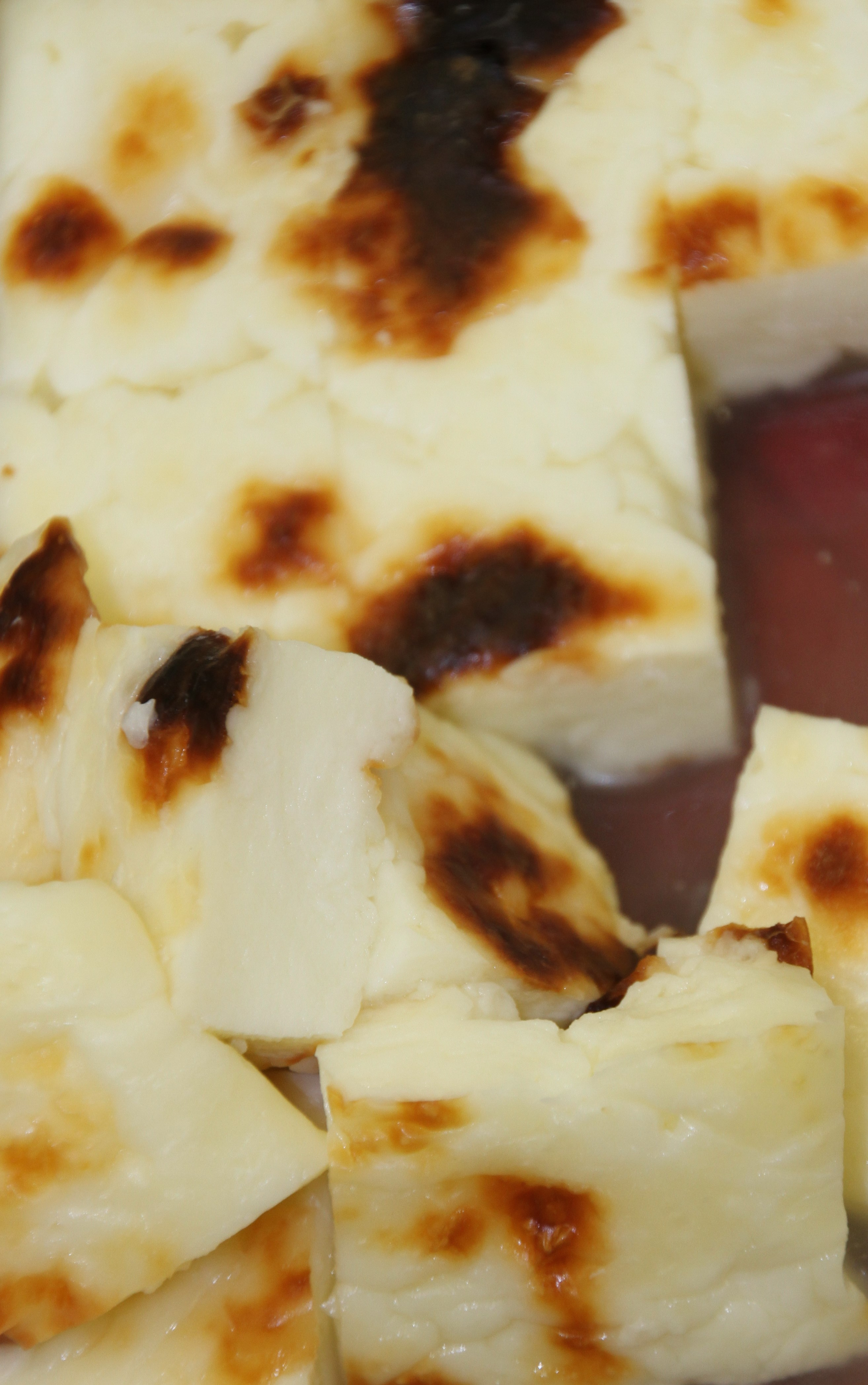
Pequeños trozos de leipäjuusto para acompañar el café.

El leipäjuusto puede comerse caliente o frío, y se sirve de varias maneras:
- La forma tradicional de servirlo es en rodajas, como acompañamiento del café.
- Se colocan unos cuantos trozos en una taza, con el café caliente vertido. El nombre sueco kaffeost ("queso de café") se refiere a esto.
- Se sirve en piezas con forma de diamante, aproximadamente de 5 a 7 cm de largo y un poco menos de ancho, con gelatina de mora de los pantanos o moras frescas.
- Las lonchas de queso se cortan en una taza o plato, con un poco de crema sobre los trozos para que se empapen un poco, un poco de canela y azúcar espolvoreado sobre él, y asado en el horno por un momento. Se sirve con gelatina de mora de los pantanos.
- En la cocina finlandesa moderna, el leipäjuusto cortado en cubos se usa a menudo como un sustituto suave del queso feta en varias ensaladas.
- Como postre, el leipäjuusto puede ser servido como un camembert, frito en una sartén con mantequilla hasta que se ablande, y servido con mermelada, tradicionalmente de mora de los pantanos.